# Filippo Mazzola

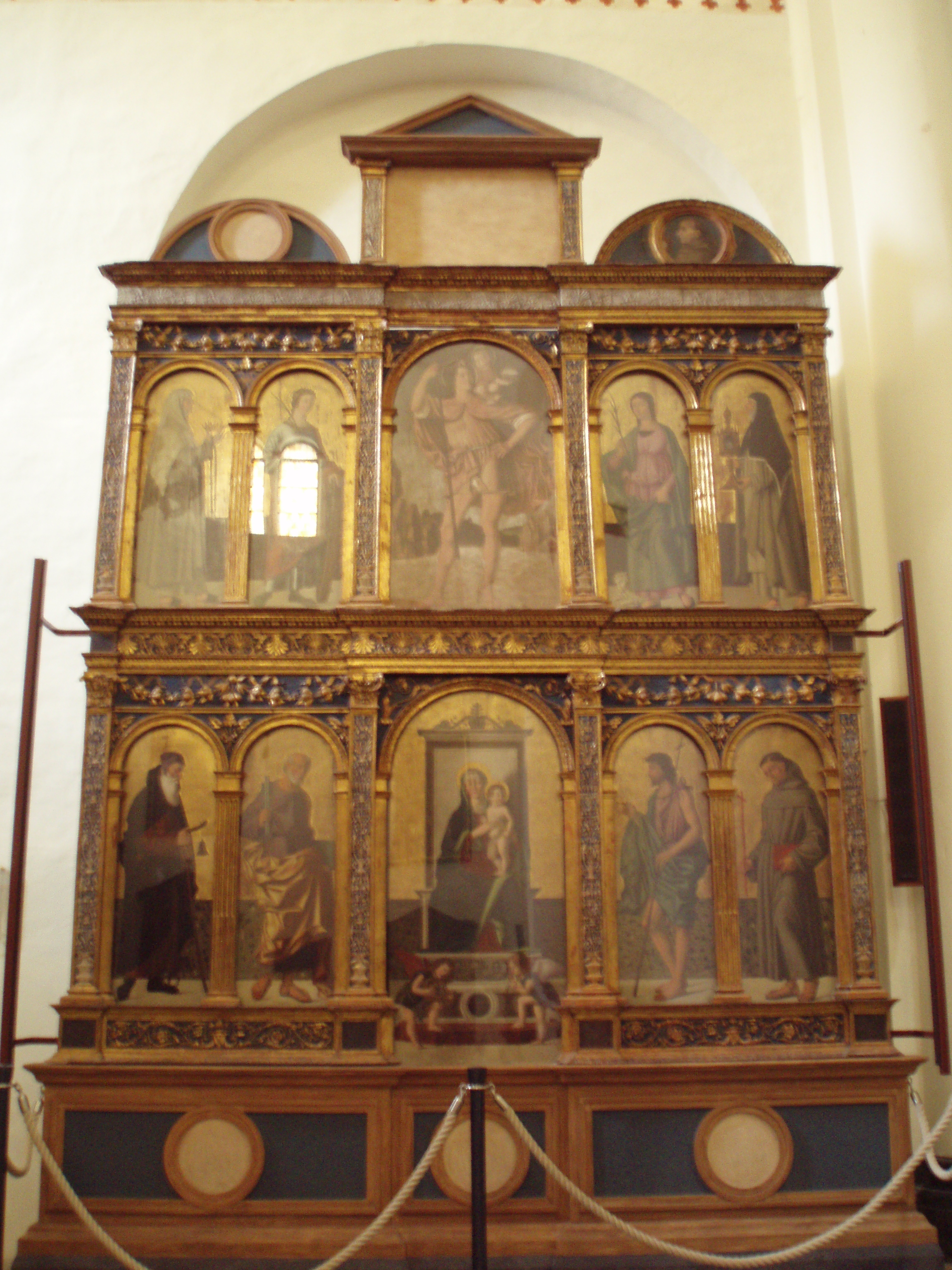
Altar der Kollegienkirche in Cortemaggiore

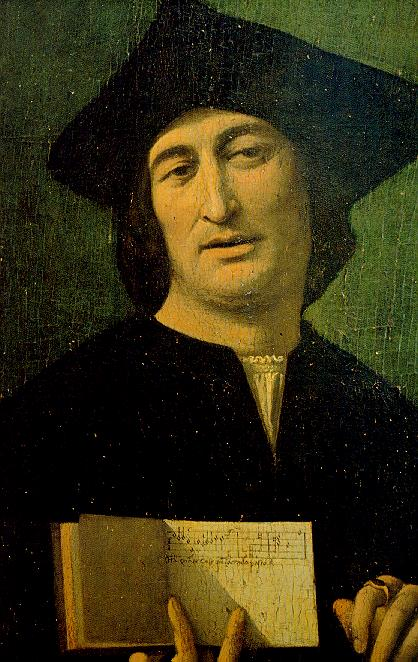
Filippo Mazzola, Bildnis eines Musikers, 1505

Filippo Mazzola (* um 1460 in Parma; † 1505 ebenda) war ein italienischer Maler der Renaissance. Er ist der Vater des weit bekannteren manieristischen Malers Girolamo Francesco Mazzola, bekannt als Parmigianino.

## Leben
Über das Leben Mazzolas ist wenig bekannt. Die Familie Mazzola stammte ursprünglich aus Pontremoli, ließ sich aber etwa 1305 in Parma nieder. Der Vater Filippos hieß Bartolomeo, seine Brüder Pier Ilario und Michele waren ebenfalls Maler, von „geringem Renomée“ (Vasari), kümmerten sich aber nach dem frühen Tod Filippos um dessen Sohn Girolamo Francesco.
Filippo Mazzola wurde Schüler des Cremoneser Malers Francesco Tacconi und arbeitete dann hauptsächlich in der Region um Parma und Piacenza. Auf einer Reise nach Venedig studierte er die Werke seiner stilistischen Vorbilder  Antonello da Messina, Giovanni Bellini und Alvise Vivarini.
Eines seiner größten und wichtigsten Werke ist der Altar in der Kollegiatkirche und Basilika Santa Maria delle Grazie in Cortemaggiore aus dem Jahr 1499: Auf zehn heute noch erhaltenen Tafelbildern in zwei übereinander liegenden Reihen sind im Zentrum Maria mit dem Kind (unten) und der Heilige Christophorus (oben) sowie acht weitere Heilige dargestellt.
Mit etwa 45 Jahren starb der Maler während einer Pestepidemie.

## Werke
- Maria mit dem Kind (Museo Civico, Padua)
- Maria mit dem Kind, dem heiligen Franziskus und Johannes dem Täufer (1491, Galleria Nazionale, Parma)
- Porträt von Alessandro de Richao (1491, Museo Thyssen-Bornemisza, Madrid)
- Taufe Jesu (1493, Dom von Parma)
- Maria mit dem Kind und zwei Heiligen (1494, National Gallery (London))
- Auferstehung Christi, Kopie eines Bildes von Giovanni Bellini (1497, Musée des Beaux-Arts de Strasbourg)
- Altar von Cortemaggiore (1499, Kollegienkirche Cortemaggiore)
- Pietà (1500, Museo di Capodimonte, Neapel)
- Bildnis eines Mannes (1500, Lowe Art Museum, Miami)
- Jungfrau Maria, verehrt durch die Heiligen Katharina von Alexandria und Katharina von Siena (1502, Gemäldegalerie (Berlin))
- Bekehrung des Paulus (1504, Galleria Nazionale, Parma)
- Segnender Christus (1504, Kollektion Raczynski, jetzt Museum Wiekopolskie, Posen)
- Maria mit dem Kind und den Heiligen Klara und Katharina (1504, Staatliche Museen zu Berlin)
- Christus an der Geißelsäule (1505, Galerie Strossmayer, Zagreb)
- Bildnis eines Musikers (1505 ?,  Galleria Nazionale, Parma)